# 한국택견협회
한국택견협회는 민족고유의 무예이자 국가무형문화재 제76호로 지정된 택견의 원형을 계승 보존, 적극적으로 전수 보급. 국민의 건전한 의식 및 체력증진과 민족적 자긍심을 함양하기 위하여 1999년 7월 28일 설립된 대한민국 문화체육관광부 소관의 사단법인이다. 사무실은 충청북도 충주시 호암동 586 (우: 380-130)에 있다.

## 주요 사업
- 택견의 원형보존과 전수를 위한 활동
- 택견을 널리 알리고 보급하기 위한 각종 행사와 강습회의 개최 및 주관
- 택견에 관한 자료의 수집 및 조사
- 택견인의 교류와 기능향상을 위한 각종 수련회
- 택견의 보급, 선전, 계몽 및 이를 위한 각종 출판물의 간행
- 산하 가맹 단체와 지부의 관리 및 감독
- 택견의 발전을 위한 체육단체와의 교류